# Warsteiner
 (mai 2021).
Si vous disposez d'ouvrages ou d'articles de référence ou si vous connaissez des sites web de qualité traitant du thème abordé ici, merci de compléter l'article en donnant les références utiles à sa vérifiabilité et en les liant à la section « Notes et références ».
La Warsteiner est une brasserie indépendante et une bière allemande.

## Histoire
En l'an 1753, un agriculteur du nom de Konrad Cramer paie pour la première fois la taxe sur la bière. Warsteiner Brauerei Haus Cramer KG est ainsi une histoire de famille depuis des générations de brasseurs et qui se perpétue jusqu'à aujourd'hui.
Mais le véritable essor ne date que de 1884 avec l'arrivée du chemin de fer qui sort la brasserie de son contexte local.
Avec la découverte de la source Kaiserquelle, la brasserie basée à Warstein en Rhénanie-du-Nord-Westphalie, se concentre à partir de 1928 sur la production de Pils. Avec une capacité de brassage de plus de 100 000 hectolitres par an, Warsteiner se place dès 1960 parmi les plus grandes brasseries allemandes. Avec plus de 2 millions d'hectolitres produits en 1984, Warsteiner devient la troisième plus grande marque de bière allemande. 

### Développement international
Le brasseur allemand tente depuis plusieurs années de s'implanter durablement en Afrique. Au Cameroun, Warsteiner a pris possession de la brasserie SIAC-Isenbeck à la suite d'une série de procédures judiciaires et finalement en limogeant son fondateur et directeur général (2003). À partir de 2006, l'affaire est portée devant les juridictions internationales (Cour Internationale d'arbitrage, CCI de Paris).

## Bières
- Warsteiner Premium :
  - Verum
  - Dunkel
  - Alkoholfrei
  - Radler
  - Orange
  - Lemon
  - Cola
- König Ludwig
  - Hell
  - Weißbier
  - Dunkel
- Weissenburg Pilsener
- Herforder
  - Pils
- Paderborner :
  - Pilsener
  - Gold Pilsener
  - Export
  - Alt
  - Cola
  - Radler

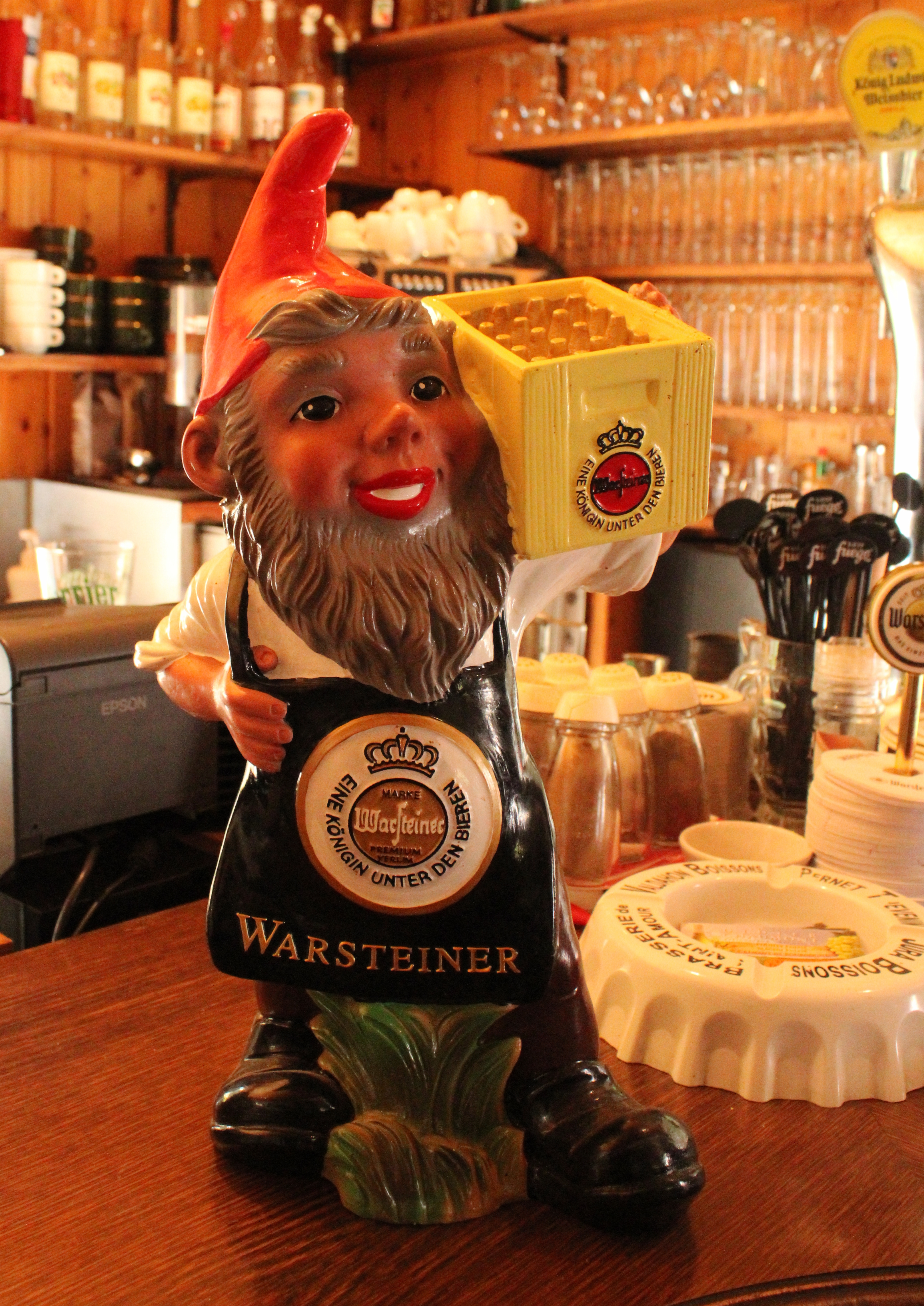
Publicité Warsteiner.

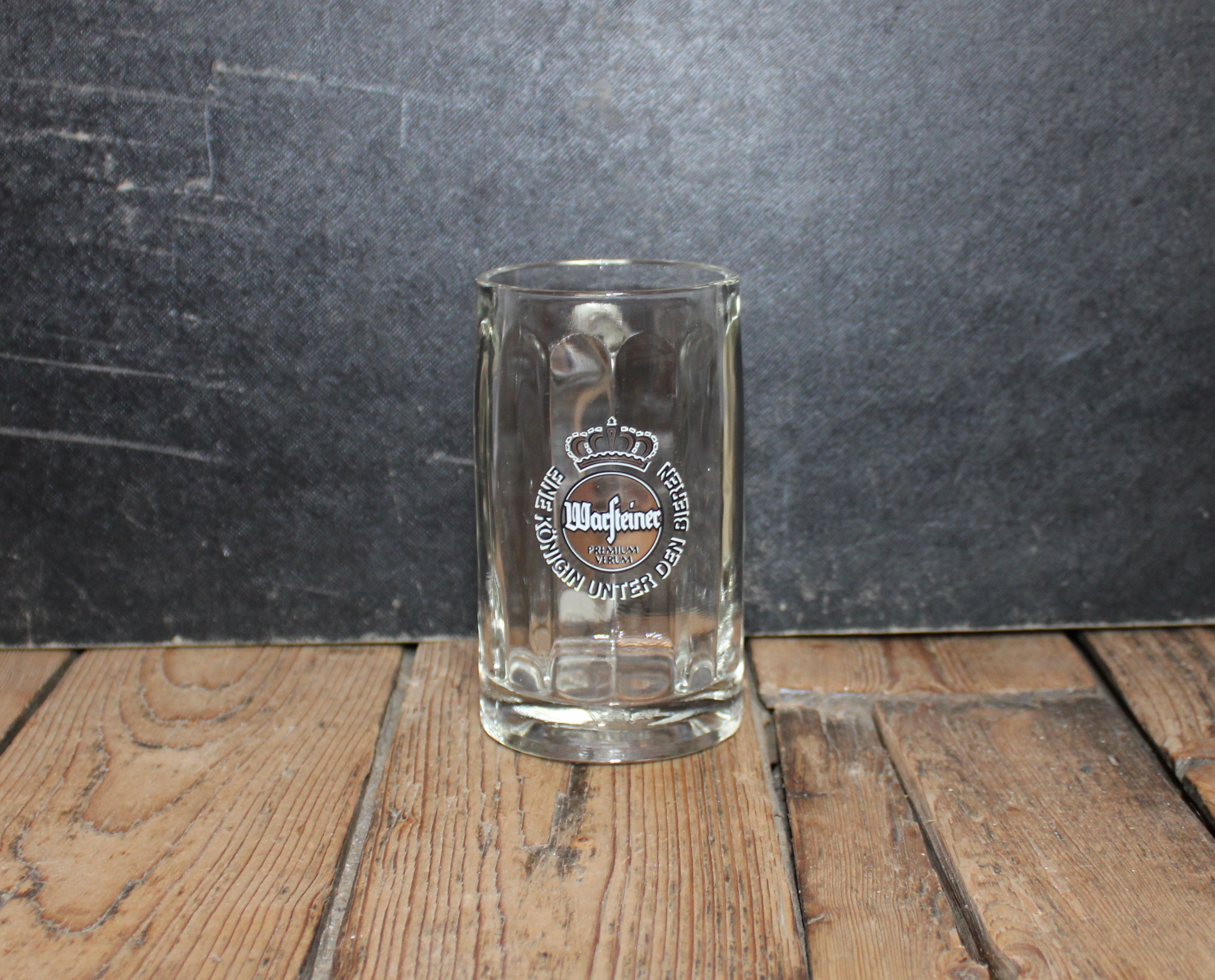
Bock Warsteiner Premium Verrum.

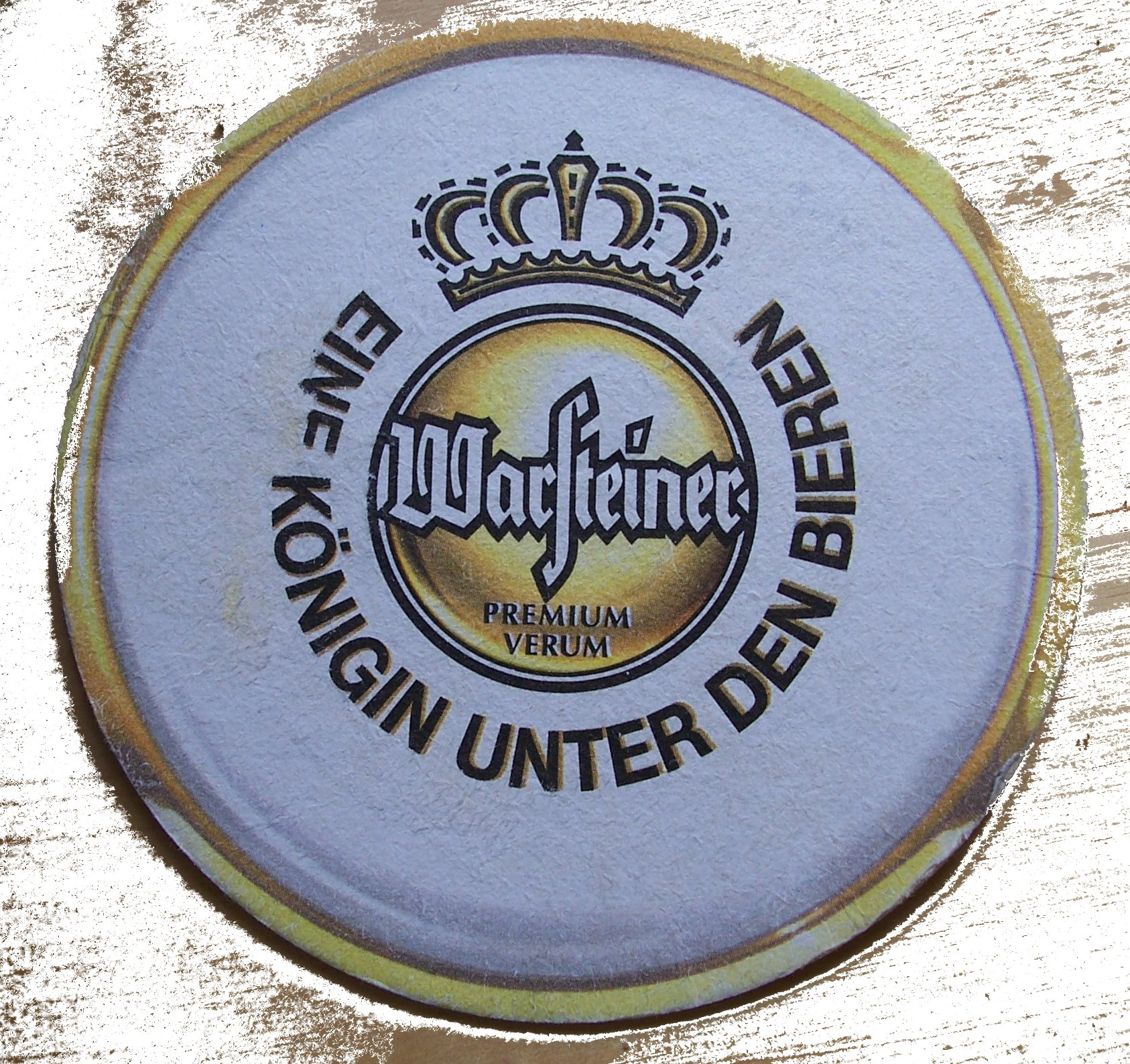
Capsule de Premium Verum

- Frankenheim (Brauerei Frankenheim) :
  - Alt
  - Blue
  - Alkoholfrei
- Isenbeck (aussi au Cameroun avec SIAC)
  - Premium Pils